# Oberloschwitz

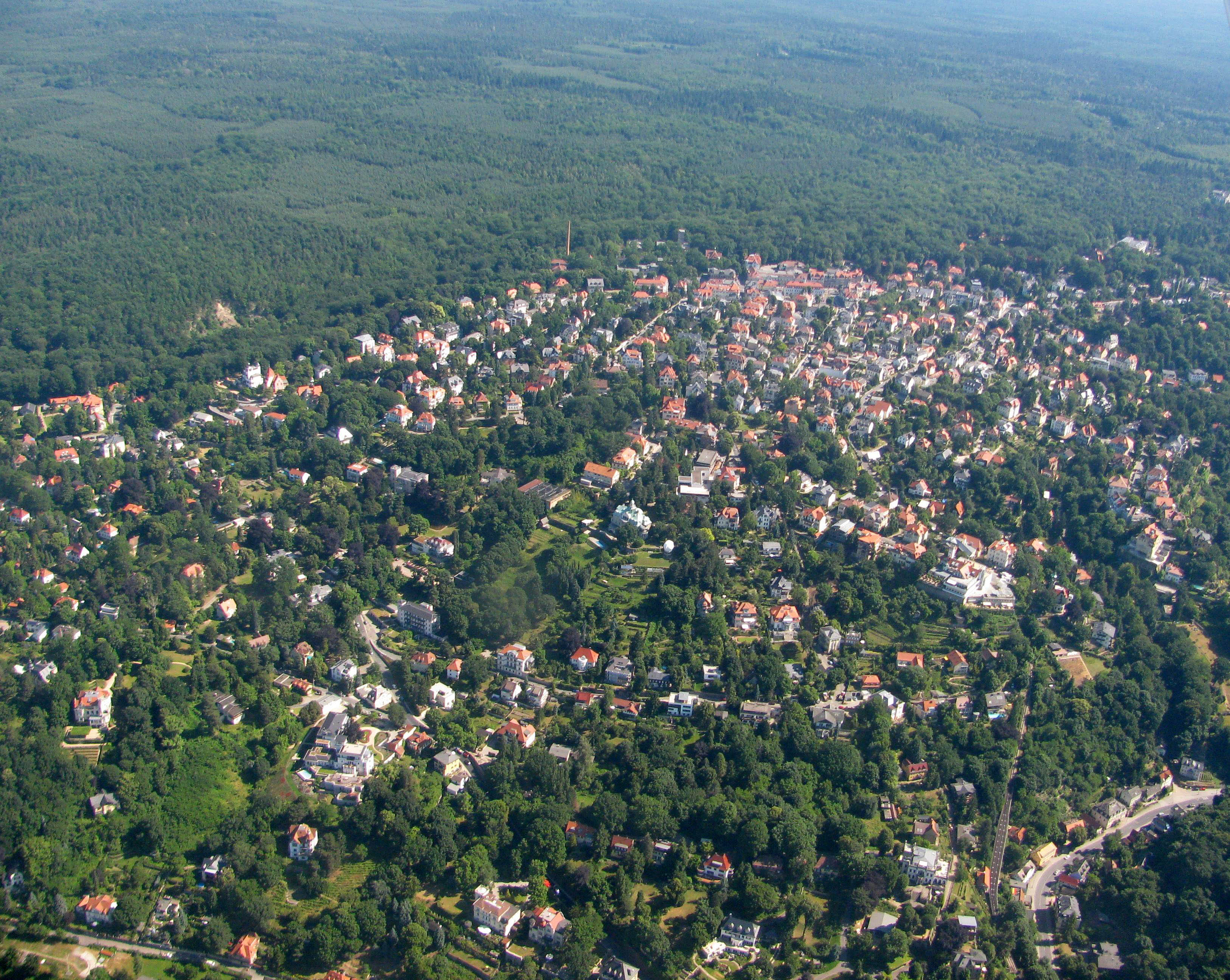
Luftaufnahme (Blick nach Nordosten) von Oberloschwitz, dem Weißen Hirsch und der Dresdner Heide

Oberloschwitz ist der höher gelegene Teil des Dresdner Villenstadtteils Loschwitz, der nahtlos in den Weißen Hirsch übergeht. Neben dem ursprünglichen Bereich nördlich des Loschwitzgrundes bzw. der Grundstraße vom Luisenhof bis zum Weißen Adler an der Bautzner Landstraße hat sich der Name „Oberloschwitz“ nach 1945 auch auf die südlich der Grundstraße gelegene „Schöne Aussicht“ übertragen.
Als Weinbergsiedlung an den Hängen oberhalb des Loschwitzer Dorfkerns entstanden, war die Entwicklung Oberloschwitzs ab der zweiten Hälfte des 19. Jahrhunderts eng mit der Entwicklung des Kurortes Weißer Hirsch verbunden. Das Areal der beiden Orte „stellt siedlungsgeschichtlich und stadtgestalterisch ein Wohngebiet um die Jahrhundertwende dar, in dem durch Einzelvillenbebauung in größeren Gärten die Lebens- und Wohnansprüche einer relativ breiten wohlhabenden bürgerlichen Schicht verwirklicht wurde“, was sich nicht zuletzt im 1876 gegründeten Verschönerungsverein Weißer Hirsch/Oberloschwitz äußerte. Im Jahr 1918 wurde neben dem 20 Jahre zuvor eingeweihten Waldfriedhof Weißer Hirsch der Oberloschwitzer Friedhof angelegt und 1933 erfolgte letztlich die Auspfarrung aus der Loschwitzer Kirchgemeinde in die des Weißen Hirschs, nachdem die Bestrebungen zum Bau einer eigenen Kirche am Rißweg scheiterten.
Zur Verbesserung der Verkehrssituation zwischen Loschwitz und Oberloschwitz sowie dem Weißen Hirsch wurden 1895 die Standseilbahn und 1901 die Schwebebahn eröffnet.

## Persönlichkeiten
Die Schriftstellerin und Frauenrechtlerin Alma Kriesche lebte um 1900 in Oberloschwitz.
Der bekannteste Bewohner war in der Nachkriegszeit Friedrich Paulus, der im Zweiten Weltkrieg Oberbefehlshaber der 6. Armee während der Schlacht von Stalingrad war.
Der Sänger und Moderator Gunther Emmerlich bewohnte von 1979 bis zu seinem Tod 2023 die Villa Maria in Oberloschwitz.